# Alexander Vandegrift
Alexander Archer Vandegrift, KBE, CB (13. marts 1887 – 8. maj 1973) var general i det amerikanske marinekorps. Han havde kommandoen over 1. marinedivision frem til sejren i dens første landoffensiv under 2. verdenskrig i Slaget om Guadalcanal. For sin indsats under Felttoget på Salomonøerne modtog han kongressens Medal of Honor. Vandegrift blev senere den 18. kommandant for Marinekorpset og var den første marineofficer, som blev udnævnt til firestjernet general mens han var i aktiv tjeneste.

## Biografi
Alexander Archer Vandegrift blev født den 13. marts 1887 i den lille by Charlottesville, Virginia hvor hans far var arkitekt og entreprenør. Den unge Vandegrift, der blev kaldt "Archer" mens han var dreng, havde interesse for militæret – både fra at læse militærhistoriske romaner og fra at høre historier om forfædre, der havde kæmpet i forskellige krige.
Han gik på University of Virginia i tre år, derpå fik han sin officersbestalling i marinekorpset efter en ugelang eksamen i 1908, og blev sekondløjtnant den 22. januar 1909. 
Mens han var på marinekorpsets skoler i 1909 skrev han en fremsynet artikel med titlen: "Flyvning, fremtidens kavaleri". Da han senere var kommandant nedsatte han Hogenboom Board, som indledte marinekorpsets udvikling af brugen af helikoptere til angreb fra luften.  I hans tidlige år som sekondløjtnant var han nær blevet smidt ud af korpset på grund af disciplinære forseelser og negative vurderinger. I den første vurdering af ham fra marinekorpset, dateret 30. juni 1909, fik han den samlede vurdering "ikke god" med følgende kommentarer fra kommandanten for marineofficerernes skole:
"Denne officer har ikke vist, at han forstår det ansvar som følger med at være officer, og med mindre der sker en klar forbedring vil hans tilknytning ikke være til fordel for tjenesten."
I Vandegrifts næste vurdering fra december 1909 blev han kaldt "God til middelmådig" og i den følgende: "Fremragende" efter at han var ankommet til marinekorpsets kaserne på flådeværftet i Portsmouth, New Hampshire i 1910.

### Banankrigene
Efter at være blevet oplært på marineofficerernes skole i Port Royal, South Carolina gjorde han tjeneste på kasernen i Portsmouth, New Hampshire. I 1912 blev han overført til udlandstjeneste i Karibien, først på Cuba og derpå i Nicaragua. Han deltog i bombardementet, angrebet og erobringen af Coyotepe i Nicaragua. Derpå deltog han i 1914 i kampen ved og besættelsen af  Vera Cruz i Mexico.
Efter at han i december 1914 var blevet forfremmet til premierløjtnant blev han videreuddannet på marinekasernen i Philadelphia. Efter afsluttet skolegang afsejlede han til Haiti med 1. marineregiment og deltog i kampe mod fjendtlige Cacos-banditter ved Le Trou og Fort Capois, Haiti.
I august 1916 blev han forfremmet til kaptajn og blev medlem af det haitianske politikorps i Port-au-Prince, hvor han blev indtil han blev overført til USA i december 1918. Han vendte tilbage til Haiti i juli 1919 for at gøre tjeneste med gendarmeriet som inspektør. Han blev forfremmet til major i juni 1920.

### 1920'erne og 1930'erne
Major Vandegrift vendte tilbage til USA i 1923 og fik tjenestested på marinekasernen i Quantico, Virginia. Han bestod feltofficerskolen i maj 1926. Han blev herefter overført til marinekorpsets base i San Diego, California som assisterende stabschef.
I februar 1927 sejlede han til Kina, hvor han gjorde tjeneste som operations- og træningsofficer i 3. marineregiment med hovedkvarter i Tientsin. Han blev overført til Washington D.C. i september 1928 hvor han blev assisterende chefkoordinator på budgetkontoret.
Efter tjenestetiden i Washington kom han tilbage til marinekasernen i Quantico, hvor han blev assisterende stabschef i G-1-sektionen af Fleet Marine Force (FMF). Her blev han i juni 1934 forfremmet til oberstløjtnant.
Efter at være blevet overført til Kina i juni 1935 gjorde Vandegrift tjeneste som næstkommanderende og som chef for marinevagten ved den amerikanske ambassade i Beijing. Efter at være blevet forfremmet til oberst i september 1936 blev Vandegrift overført til marinekorpsets hovedkvarter i  juni 1937, hvor han blev militærsekretær for generalmajorkommandanten. I marts 1940 blev han udnævnt til assisterende kommandant for marinekorpset og den følgende måned blev han forfremmet til brigadegeneral.

### 2. verdenskrig
Brigadegeneral Vandegrift blev overført til 1. marinedivision i november 1941 kort før USA blev inddraget i 2. verdenskrig. Han blev forfremmet til generalmajor i marts 1942 og afsejlede til det sydlige stillehav i maj som øverstkommanderende for den første hele marinedivision, der nogensinde forlod USA's kyster. Den 7. august anførte han 1. marinedivision ved landgangen på Guadalcanal i det der blev den første storstilede landoffensiv mod japanerne på Salomonøerne. For en fremragende indsats som general for 1. marinedivision under angrebet på Guadalcanal, Tulagi og Gavutu på Salomonøerne blev han tildelt Navy Cross og for den efterfølgende besættelse og forsvaret fra 9. august til 9. december 1942 blev han tildelt Medal of Honor.
I juli 1943 overtog han kommandoen over det første marineamfibiekorps og havde kommandoen over denne enhed under landgangen ved kejserinde Augusta bugten på Bougainville i de nordlige Salomonøer den 1. november 1943. Efter at have etableret det indledende brohoved overgav han kommandoen og vendte tilbage til Washington som kommende kommandant.

### Kommandant for marinekorpset
Den 1. januar 1944 blev han som generalløjtnant taget i ed som den 18. kommandant for marinekorpset. Den 4. april 1945 blev han udnævnt til general, med rang fra 21. marts 1945. Han var den første officer i marinekorpset, der opnåede rang af general mens han var i aktiv tjeneste.
I hans tid som kommandant stod marinekorpset over for institutionelle trusler fra hæren, som ville overtage marinekorpsets opgaver. Selv om flåden havde forståelse for marinekorpsets vanskelige situation var den parat til at acceptere indskrænkning af korpset for til gengæld at undgå at flådens flystyrker blev indlemmet i United States Air Force. Forhandlingerne efter 2. verdenskrig om restrukturering af det amerikanske forsvar åbnede en dør for at reducere marinekorpsets rolle. Tilhængere af sådanne beskæringer var bl.a. præsident Harry Truman og general Dwight Eisenhower. I denne magtkamp allierede marinekorpset sig med kongressen og advarede mod den begrænsning af den civile kontrol, som var indeholdt i hærens forslag.
For at sikre sig Kongressens støtte holdt kommandant Vandegrift sin berømte "bøjede knæ tale" den 6. maj 1946 til senatskomiteen om flådespørgsmål. Her sagde han:

Marinekorpset--- mener at det har gjort sig fortjent til at få sin fremtid bestemt af den lovgivende forsamling som skabte det, intet andet. Følelser er der ikke plads til ved afgørelse af spørgsmål om national sikkerhed. Vi er stolte af os selv og vor fortid, men vi baserer ikke vor sag på en forventning om en taknemmelighedsgæld fra nationen. Det bøjede knæ indgår ikke i korpsets traditioner. Hvis marineinfanteristen som kampsoldat ikke har vist sin værdi efter 170 års tjeneste må han afskaffes; men jeg tror, at De vil være enig med mig i, at han har fortjent retten til at forsvinde med værdighed og ære, ikke ved at underkaste sig en status af ubrugelighed og underkastelse, som krigsministeriet har tiltænkt ham.

For fremragende tjeneste som kommandant for Marinekorpset fra 1. januar 1944 til 30. juni 1946 blev general Vandegrift tildelt Distinguished Service Medal. Han gik ud af aktiv tjeneste den 31. december og gik på pension den 1. april 1949.
Generalen var medforfatter på en bog om sine oplevelser under 2. verdenskrig. Bogen hed: Once a Marine: The Memoirs of General A. A. Vandegrift Commandant of the U.S. Marines in WW II.
General Vandegrift døde den 8. maj 1973 på National Naval Medical Center, Bethesda, Maryland, efter lang tids sygdom. Han blev begravet den 10. maj 1973 på Arlington National Cemetery.

## Opsummering af militær karriere

### Dato for rang
| Insignium              | Rang                                  | Dato                                           |
| ---------------------- | ------------------------------------- | ---------------------------------------------- |
| Ingen insignium i 1909 | Sekondløjtnant                        | 16. januar 1909                                |
|                        | Premierløjtnant                       | 10. november 1914                              |
|                        | Kaptajn                               | 29. august 1916                                |
|                        | Major (Midlertidig til krigstjeneste) | 1. juli 1918                                   |
|                        | Kaptajn (Tilbageført i fredstid)      | 31. juli 1919                                  |
|                        | Major                                 | 4. juli 1920 (Med rang fra 4. juni 1920)       |
|                        | Oberstløjtnant                        | 15. november 1934 (Med rang fra 29. maj, 1934) |
|                        | Oberst                                | 1. september 1936                              |
|                        | Brigadegeneral                        | 11. april 1940                                 |
|                        | Generalmajor                          | 20. marts 1942                                 |
|                        | Generalløjtnant                       | 28. juli 1943                                  |
|                        | General                               | 4. april 1945 (Rang fra 21. marts 1945)        |

### Medal of Honor omtale
Præsidenten af De forenede Stater har fornøjelsen af at tildele MEDAL OF HONOR til
GENERALMAJOR ALEXANDER VANDEGRIFT

UNITED STATES MARINE CORPS
for indsats som beskrevet i det følgende:
For fremragende og heroiske resultater udover pligtens kald som øverstbefalende for 1. marinedivisionen under operationer mod fjendtlige japanske styrker på Salomonøerne i perioden 7. august til 9. december 1942. Under vanskeligheder fra vejret, terrænet og sygdom, som gjorde hans opgave vanskelig og farlig og med et kommandoområde som efterhånden omfattede flåde-, land- og flystyrker fra hær, flåde og marinekorps, opnåede generalmajor Vandegrift en klar succes under ledelsen af de indledende landsætninger af amerikanske styrker på Salomonøerne og den efterfølgende besættelse. Hans ihærdighed, mod og evner vandt over en stærk, beslutsom og erfaren fjende, og den tapre kampånd blandt mændene under hans inspirerende lederskab gjorde det muligt for dem at modstå luft-, land- og flådebombardement, at overvinde alle forhindringer så fjenden blev efterladt i kaos og ødelæggelse. Denne farlige men yderst vigtige mission, som blev gennemført i konstant livsfare, førte til sikring af en værdifuld base for vore styrkers yderligere operationer mod fjenden og dens vellykkede afslutning giver stor anerkendelse til generalmajor Vandegrift, hans enhed og flåden.
/S/ FRANKLIN D. ROOSEVELT

### Andre æresbevisninger
General Vandegrift blev æresdoktor i militærvidenskab ved Pennsylvania Military College og æresdoktor i jura fra Harvard, Colgate, Brown, Columbia og Maryland Universities samt John Marshall College.
I 1982 blev fregatten USS Vandegrift opkaldt efter ham.
Hovedgaden som løber gennem Camp Pendleton hedder Vandegrift Boulevard til ære for ham.
Et tidligere militært beboelseskompleks, som nu er civilt, ved Wright-Patterson Air Force Base, nær Dayton, Ohio, har gader, som er opkaldt efter generaler i 2. verdenskrig, heriblandt general Vandegrift, general Eisenhower, admiral Nimitz og andre.

## Familie
Vandegrift giftede sig med Mildred Strode (1886–1952) den 29. juni 1909.  De fik en søn, Alexander Archer Vandegrift, Jr. (1911–1969 ), som blev oberst i marinekorpset og deltog i både 2. verdenskrig og Koreakrigen.  Efter Mildreds død giftede han sig med Kathryn Henson (1903–1978).

## På film og TV
Vandegrift blev portrætteret i filmen The Gallant Hours fra 1960 af Raymond Bailey, Flags of Our Fathers (2006) af Chris Bauer og i en miniserie fra 2010  The Pacific af Stephen Leeder.

### Bøger
- Crocker, H.W. (2006). Don't Tread on me: A 400-year history of America at War, from Indian Fighting to Terrorist Hunting. Crown Forum. ISBN 1-4000-5363-3.
- Krulak, Victor H. (1984). First To Fight: An Inside View of the U.S. Marine Corps. Annapolis, Maryland: Naval Institute Press. ISBN 0-87021-785-2.
- Millett, Allan Reed and Jack Shulimson, red. (2004). Commandants of the Marine Corps (Illustrated udgave). Naval Institute Press. s. 282-310. ISBN 978-0-87021-012-9. Hentet 2. februar 2009.
- Shaw, Henry I., Jr. (1992). First Offensive: The Marine Campaign for Guadalcanal. Marines in World War II Commemorative Series. Washington, D.C.: Marine Corps Historical Center, United States Marine Corps. Hentet 31. januar 2009.

### Eksterne kilder
- "General Alexander A. Vandegrift, USMC (1887-1973). 18th Commandant of the Marine Corps, 1 January 1944 - 1 January 1948". Naval History & Heritage Command, Department of the Navy. Arkiveret fra originalen 3. juni 2011.
- "General Alexander Archer Vandegrift, USMC". Who's Who in Marine Corps History. United States Marine Corps. Arkiveret fra originalen 7. oktober 2010. Hentet 1. januar 2009.
- "MajGen Alexander Vandegrift, Medal of Honor, 1942, CO 1stMarDiv. Solomon Islands". Marines Awarded the Medal of Honor. United States Marine Corps. Arkiveret fra originalen 22. februar 2007.
- Emberton, Keith D. (1. maj 1996). "Operational Leadership Once Beyond the Culminating Point: Perspectives on Calculated Tactical Risk to Achieve Operational Success" (PDF). Joint Military Operations Department, Naval War College. Arkiveret fra originalen (Academic report) 28. september 2012. Hentet 4. august 2009.